# Jナビ
『Jナビ』（ジェイナビ）は、BSジャパンとテレビ東京で放送されていたBSジャパン製作の情報番組・番宣番組である。BSジャパンでは2000年12月1日の開局時から2011年4月3日まで毎日放送されていた。テレビ東京では2011年4月1日まで放送。

## 概要
テレビ東京のアナウンサーが東京都とその周辺エリアを散策したり、施設で何かを体験したりする模様を放送。その合間にBSジャパンの番組宣伝ムービーや広告などを挿入していた。ナレーションは三村ロンドが担当。
番組そのものは週7日間毎日放送される帯番組だったが、取材VTRについては月曜日を頭とする週単位での放送だった。また、番組の尺は時間帯によってまちまちだったが、取材VTRが放送されていたのはそのうちの1 - 2分程度だった。時間帯によっては取材VTRがなく、全編番宣パートになることもあった。番宣パートにBSジャパン放送番組審議会のVTRを挿入することもあった。
末期には下記の放送リストに掲載されている女性アナウンサーが週替わりでリポーターを務めていたが、過去には滝井礼乃や倉野麻里も出演していた。また、稀に女性タレントがリポーターを務めることもあった。
番組終了後の2011年4月4日からは、男性アナウンサーの林克征が研究室の室長、女性アナウンサーがその助手という設定で出演する後継番組『アナラボJ』が放送されている。

## 放送時間
いずれも日本標準時。祝日には『ホリデーショッピング』や『TXNニュース』などの編成の影響で放送回数が減ったり（例えば 17:20 - 17:30 のみになるなど）、放送時間が変更されたり、放送そのものがなくなることもあった。

### BSジャパン
- 月曜 - 金曜 6:40 - 6:45、土曜 - 日曜 6:00 - 6:06 （本放送）
- 月曜 - 金曜 8:09 - 8:15、11:25 - 11:30、17:20 - 17:30 （再放送）
- 月曜 - 金曜 23:58 - 24:00 （番宣パートのみ） - 取材VTRの放送はなし。

### テレビ東京
- 火曜 - 金曜 5:05 - 5:10 （本放送） - 2009年3月までは木曜朝の放送はなかった。祝日および政見放送がある日には放送時間繰り下げ。最後の1分間はCMの放送に割り当てられていた。

## 放送リスト
| 2008年8月11日 - 2009年3月30日                | 2008年8月11日 - 2009年3月30日 | 2008年8月11日 - 2009年3月30日 |
| 放送内容                                     | 放送日                        | テーマ                        |
| -------------------------------------------- | ----------------------------- | ----------------------------- |
| ターゲットバードゴルフ ショートコースに挑戦! | 2008年8月11日                 | 相内優香                      |
| 異次元の世界へ…トリックアートの魔術          | 2008年8月18日                 | 秋元玲奈                      |
| 9月1日は防災の日!                            | 2008年8月25日                 | 相内優香・秋元玲奈            |
| 雑司が谷 散歩                                | 2008年9月1日                  | 相内優香・秋元玲奈            |
| 電力館 見学                                  | 2008年9月8日                  | 相内優香                      |
| 三軒茶屋 散策                                | 2008年9月15日                 | 相内優香                      |
| 東武博物館 紹介                              | 2008年9月22日                 | 相内優香                      |
| インスタントラーメンさくら リポート          | 2008年9月29日                 | 相内優香                      |
| 秩父宮記念スポーツ博物館 リポート            | 2008年10月6日                 | 相内優香                      |
| 高円寺 散歩                                  | 2008年10月13日                | 相内優香                      |
| パナソニックセンター東京 体験リポート        | 2008年10月20日                | 秋元玲奈                      |
| MEGAWEB リポート                             | 2008年10月27日                | 秋元玲奈                      |
| cadeau de CHAIMON 銀座三越店 紹介            | 2008年11月3日                 | 秋元玲奈                      |
| 総合武道 正柳館道場 体験                     | 2008年11月10日                | 相内優香                      |
| 湯島から上野へ                               | 2008年11月17日                | 秋元玲奈                      |
| 国立科学博物館（台東区） 体験                | 2008年11月24日                | 相内優香                      |
| 赤羽 紹介                                    | 2008年12月1日                 | 繁田美貴                      |
| ナムコ・ナンジャタウン 紹介                  | 2008年12月8日                 | 繁田美貴                      |
| 味噌汁家 紹介                                | 2008年12月15日                | 秋元玲奈                      |
| 財団法人・野球体育博物館 紹介                | 2008年12月22日                | 秋元玲奈                      |
| ?                                            | 2008年12月29日                | 繁田美貴                      |
| 蒲田 散歩                                    | 2009年1月5日                  | 繁田美貴                      |
| 海ぶん鍋ぶん 紹介                            | 2009年1月12日                 | 須黒清華                      |
| 浅草 散策                                    | 2009年1月19日                 | 須黒清華                      |
| JRA競馬博物館 見学                           | 2009年1月26日                 | 前田海嘉                      |
| サントリー武蔵野ビール工場 見学              | 2009年2月2日                  | 前田海嘉                      |
| 最新スイーツ情報 紹介                        | 2009年2月9日                  | 繁田美貴                      |
| 先端技術館＠TEPIA 見学                       | 2009年2月16日                 | 繁田美貴                      |
| 三菱みなとみらい技術館                       | 2009年2月23日                 | 須黒清華                      |
| 三菱みなとみらい技術館                       | 2009年3月2日                  | 須黒清華                      |
| ラーメンの神様にインタビュー                 | 2009年3月9日                  | 繁田美貴・前田海嘉            |
| ラーメン散歩・高円寺                         | 2009年3月16日                 | 繁田美貴・前田海嘉            |
| リトルハワイ恵比寿                           | 2009年3月23日                 | 眞野まりあ                    |
| 日比谷パティオ                               | 2009年3月30日                 | 眞野まりあ                    |

| 2009年4月6日 - 2010年3月22日                         | 2009年4月6日 - 2010年3月22日 | 2009年4月6日 - 2010年3月22日 |
| 放送内容                                             | 放送日                       | テーマ                       |
| ---------------------------------------------------- | ---------------------------- | ---------------------------- |
| 飲む酢エキスプレ・ス・東京 グランスタ店 紹介         | 2009年4月6日                 | 繁田美貴                     |
| グランスタ東京店 紹介                                | 2009年4月13日                | 繁田美貴                     |
| 科学技術館（千代田区） 体験                          | 2009年4月20日                | 繁田美貴                     |
| 科学技術館（千代田区） 体験                          | 2009年4月27日                | 繁田美貴                     |
| 新大久保 散歩                                        | 2009年5月4日                 | 繁田美貴                     |
| 船の科学館 見学                                      | 2009年5月11日                | 繁田美貴                     |
| 原宿 散歩                                            | 2009年5月18日                | 繁田美貴                     |
| 多摩動物公園 見学                                    | 2009年5月25日                | 繁田美貴                     |
| 麺達七人衆 品達ラーメン 紹介                         | 2009年6月1日                 | 繁田美貴                     |
| 麺達七人衆 品達ラーメン 紹介                         | 2009年6月8日                 | 繁田美貴                     |
| 開国博Y150 紹介                                      | 2009年6月15日                | 前田海嘉                     |
| 船の科学館 見学                                      | 2009年6月22日                | 前田海嘉                     |
| 横浜中華街 散策                                      | 2009年6月29日                | 浅見由紀子                   |
| 八景島シーパラダイス 紹介                            | 2009年7月6日                 | 浅見由紀子                   |
| ワンコインで“ご当地モノ”を探す! アンテナショップ巡り | 2009年7月13日                | 秋元玲奈                     |
| ワンコインで“ご当地モノ”を探す! アンテナショップ巡り | 2009年7月20日                | 秋元玲奈                     |
| 恐竜2009 紹介                                        | 2009年7月27日                | 狩野恵里                     |
| 浦安市郷土博物館 紹介                                | 2009年8月3日                 | 狩野恵里                     |
| アメリカキャンプ村 紹介（奥多摩）                    | 2009年8月10日                | 狩野恵里                     |
| 小澤酒造 体験（青梅市）                              | 2009年8月17日                | 狩野恵里                     |
| 電気の史料館 紹介                                    | 2009年8月23日                | 秋元玲奈                     |
| 京急川崎大師駅〜川崎大師を散歩!                      | 2009年8月30日                | 秋元玲奈                     |
| ボクササイズに挑戦                                   | 2009年9月7日                 | 本山華子                     |
| 丸の内・有楽町 散歩                                  | 2009年9月14日                | 本山華子                     |
| ナムコ・ナンジャタウン 紹介                          | 2009年9月21日                | 狩野恵里                     |
| ナムコ・ナンジャタウン 紹介                          | 2009年9月28日                | 狩野恵里                     |
| 多摩六都科学館 紹介                                  | 2009年10月5日                | 狩野恵里                     |
| 井の頭恩賜公園&井の頭自然文化園 紹介                 | 2009年10月12日               | 狩野恵里                     |
| 東芝科学館 紹介                                      | 2009年10月19日               | 相内優香                     |
| ABCラゾーナ川崎クッキングスタジオ 紹介               | 2009年10月26日               | 相内優香                     |
| 神田ミートセンター 紹介                              | 2009年11月2日                | 須黒清華                     |
| 笑顔を呼ぶ♪コミュニケーションマジック教室            | 2009年11月9日                | 須黒清華                     |
| 東武大師前駅〜西新井大師を散歩                       | 2009年11月16日               | 前田海嘉                     |
| コン太郎 ゲーム博物館 紹介                           | 2009年11月23日               | 前田海嘉                     |
| 目黒 散策                                            | 2009年11月30日               | 前田海嘉                     |
| 下北沢 お手軽グルメ散歩                              | 2009年12月7日                | 前田海嘉                     |
| 先端技術館＠TEPIA 見学                               | 2009年12月14日               | 狩野恵里                     |
| クリスマスお勧めスイーツ 紹介                        | 2009年12月21日               | 狩野恵里                     |
| 高幡不動駅〜高幡不動尊を散歩                         | 2009年12月28日               | 高久由莉香                   |
| 高幡不動駅〜高幡不動尊を散歩                         | 2010年1月4日                 | 高久由莉香                   |
| 神田神保町 散歩                                      | 2010年1月11日                | 須黒清華                     |
| 日本サッカーミュージアム 紹介                        | 2010年1月18日                | 須黒清華                     |
| 上野 散策                                            | 2010年1月25日                | 浅見由紀子                   |
| 上野 散策                                            | 2010年2月1日                 | 浅見由紀子                   |
| 築地場外市場商店街 散策                              | 2010年2月8日                 | 狩野恵里                     |
| 勝鬨橋見学ツアー 体験                                | 2010年2月15日                | 狩野恵里                     |
| 自転車関連特集                                       | 2010年2月22日                | 前田海嘉                     |
| 原宿 散策                                            | 2010年3月1日                 | 前田海嘉                     |
| 羽田空港 散策                                        | 2010年3月8日                 | 蜂矢有紀                     |
| 羽田空港 散策                                        | 2010年3月15日                | 蜂矢有紀                     |
| 地下鉄博物館 見学                                    | 2010年3月22日                | 相内優香                     |